# John Whitehead (Naturforscher)

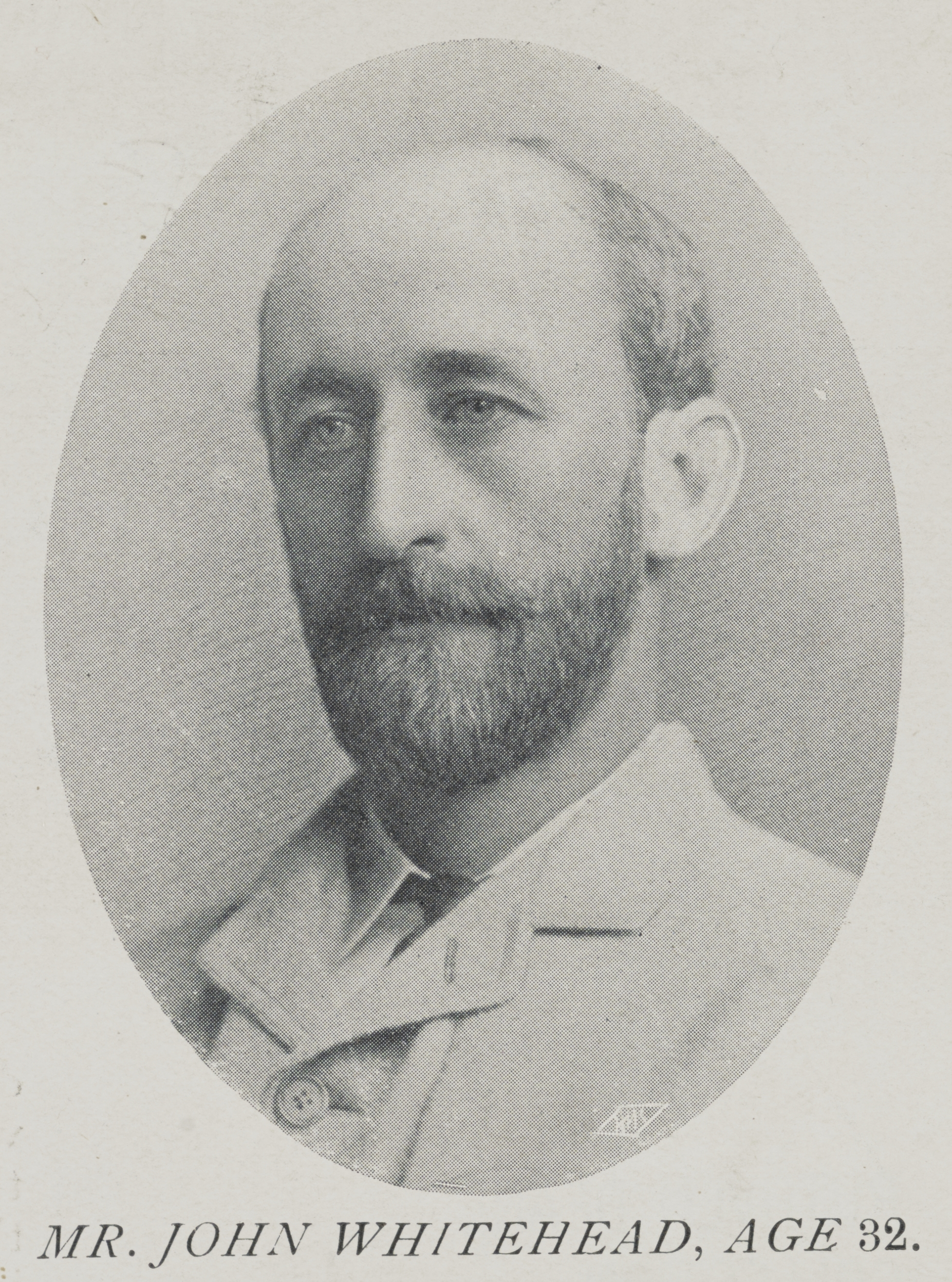
John Whitehead, 1892

John Whitehead (* 30. Juni 1860 in Muswell Hill, Middlesex, England; † 2. Juni 1899 in Haikou, Hainan, China) war ein britischer Forschungsreisender, Naturforscher, Bergsteiger und professioneller Sammler von Tieren und Pflanzen in Südostasien.

## Leben
Whitehead war der Sohn eines Börsenmaklers und erhielt seine Ausbildung in Elstree, Hertfordshire und an einem College in Edinburgh, Schottland. Anschließend verbrachte er wegen gesundheitlicher Probleme einige Zeit im Ausland, 1881 im Engadin in der Schweiz und 1882 auf Korsika. Dort entdeckte er eine neue Vogelart, den Korsenkleiber, der 1884 von Richard Bowdler Sharpe erstbeschrieben wurde. Mit dem wissenschaftlichen Namen Sitta whiteheadi ehrte der Autor Whitehead als den Sammler des Typusexemplars.
Whitehead bereiste von 1885 bis 1888 die Malakka-Halbinsel, Nord-Borneo, Java und Palawan. Dort sammelte er eine große Anzahl von Tieren, darunter alleine 45 noch unbeschriebene Arten von Vögeln. Viele wurden nach ihm benannt, so der Graubrusttrogon (Harpactes whiteheadi). Er führte im Jahr 1888 die erste dokumentierte Besteigung des Kinabalu durch. Einige Jahre nach seiner Rückkehr verfasste er ein Buch über seine Erforschung des Kinabalu.
Zwischen 1893 und 1896 bereiste Whitehead die Philippinen und sammelte wiederum zahlreiche unbeschriebene Arten. Zu ihnen gehörte der Affenadler oder Philippinenadler, der 1896 von William Robert Ogilvie-Grant beschrieben wurde, und dessen wissenschaftlicher Name Pithecophaga jefferyi Whiteheads Vater Jeffery ehrt.
Whitehead wollte 1899 erneut auf die Philippinen reisen, aber die Folgen des Spanisch-Amerikanischen Kriegs und der Philippinisch-Amerikanische Krieg zwangen ihn, seine Pläne zu ändern. Er reiste stattdessen nach Hainan, wo er auf einer Expedition ins Innere der Insel mit seinen Begleitern an einem schweren Fieber erkrankte. Er konnte noch an die Küste zurückkehren, starb aber Anfang Juni 1899 in Haikou an der Erkrankung.

## Dedikationsnamen in Auswahl

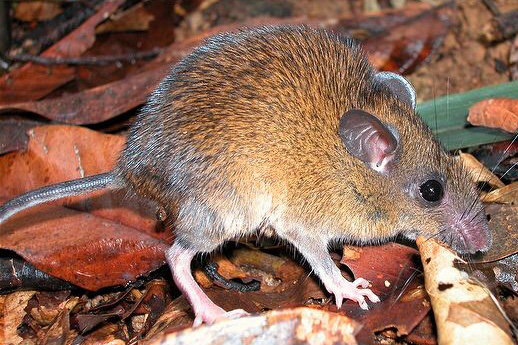
Whitehead-Rajah-Ratte (Maxomys whiteheadi)

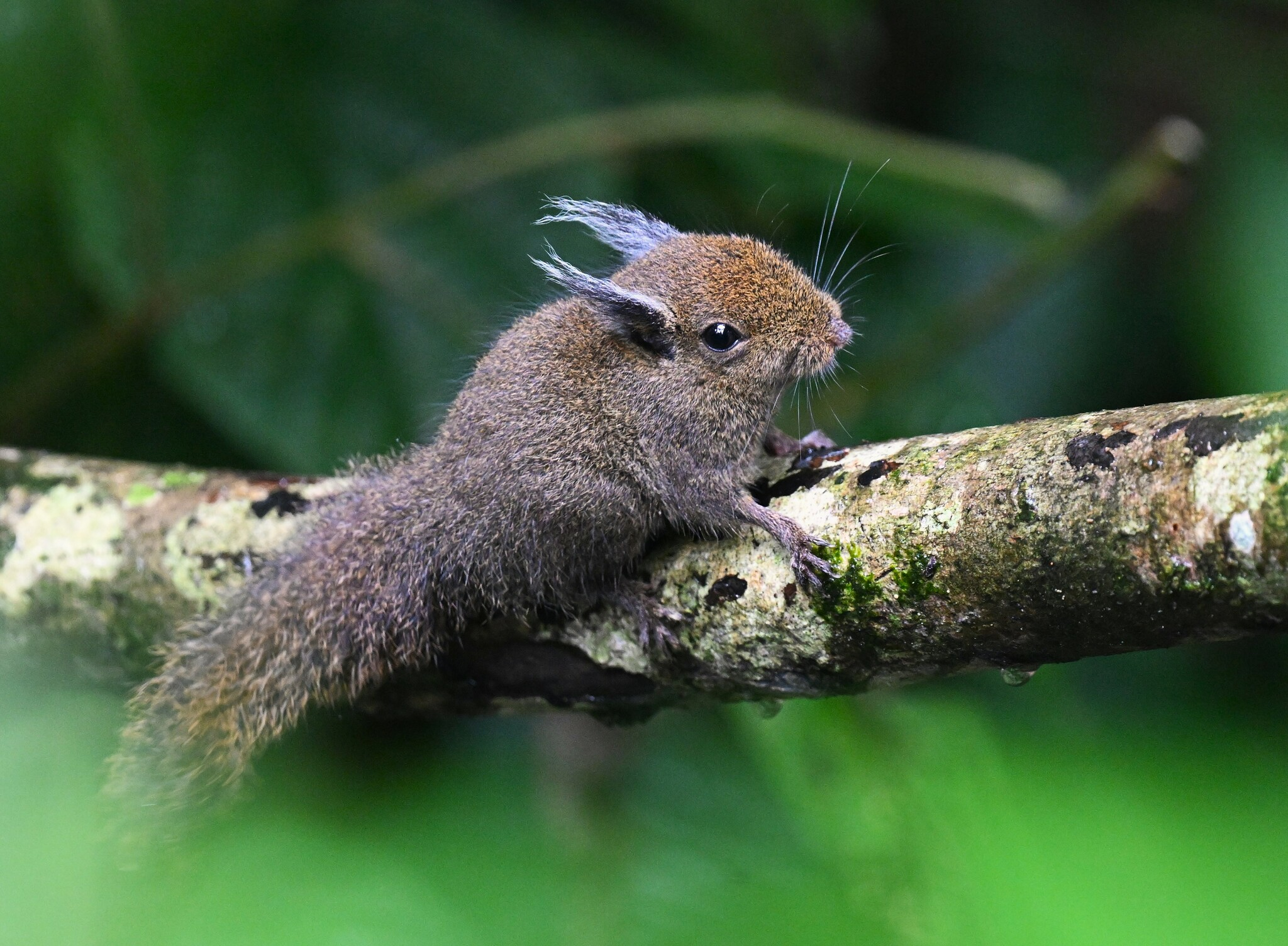
Quasten-Zwerghörnchen (Exilisciurus whiteheadi)

John Whitehead hat selbst keine einzige Erstbeschreibung einer Tierart verfasst. Dennoch hat er mit der Beschaffung von Sammlungsexemplaren einen unschätzbaren Beitrag zur zoologischen Erforschung Südostasiens geleistet. Nach Whitehead wurden zahlreiche Tierarten benannt. Sie machen aber nur einen kleinen Teil der neu beschriebenen Arten aus, für die er das Typusmaterial geliefert hat. Auf Whitehead als Sammler sind auch jene Arten zurückzuführen, deren Artzusatz jefferyi lautet. John Whiteheads Vater Jeffery, der nie als Forscher oder Naturwissenschaftler tätig war, finanzierte die Forschungsreisen seines Sohnes.
- Säugetiere
  - Chrotomys whiteheadi (Thomas, 1895) (Rodentia: Muridae), die Luzon-Bergstreifenratte vom nördlichen Teil der Insel Luzon;[7]
  - Exilisciurus whiteheadi (Thomas, 1887) (Rodentia: Sciuridae), das Quasten-Zwerghörnchen von Nordborneo;[8]
  - Harpyionycteris whiteheadi Thomas, 1896 (Chiroptera: Pteropodidae), der Whitehead-Spitzzahnflughund von den Philippinen;[9]
  - Kerivoula whiteheadi Thomas , 1894 (Chiroptera: Vespertilionidae), eine Wollfledermaus von den Philippinen, Malaysia und Borneo;[10]
  - Maxomys whiteheadi (Thomas, 1894) (Rodentia: Muridae), die Whitehead-Rajah-Ratte aus Indonesien, Malaysia und Thailand;[11]

- Vögel

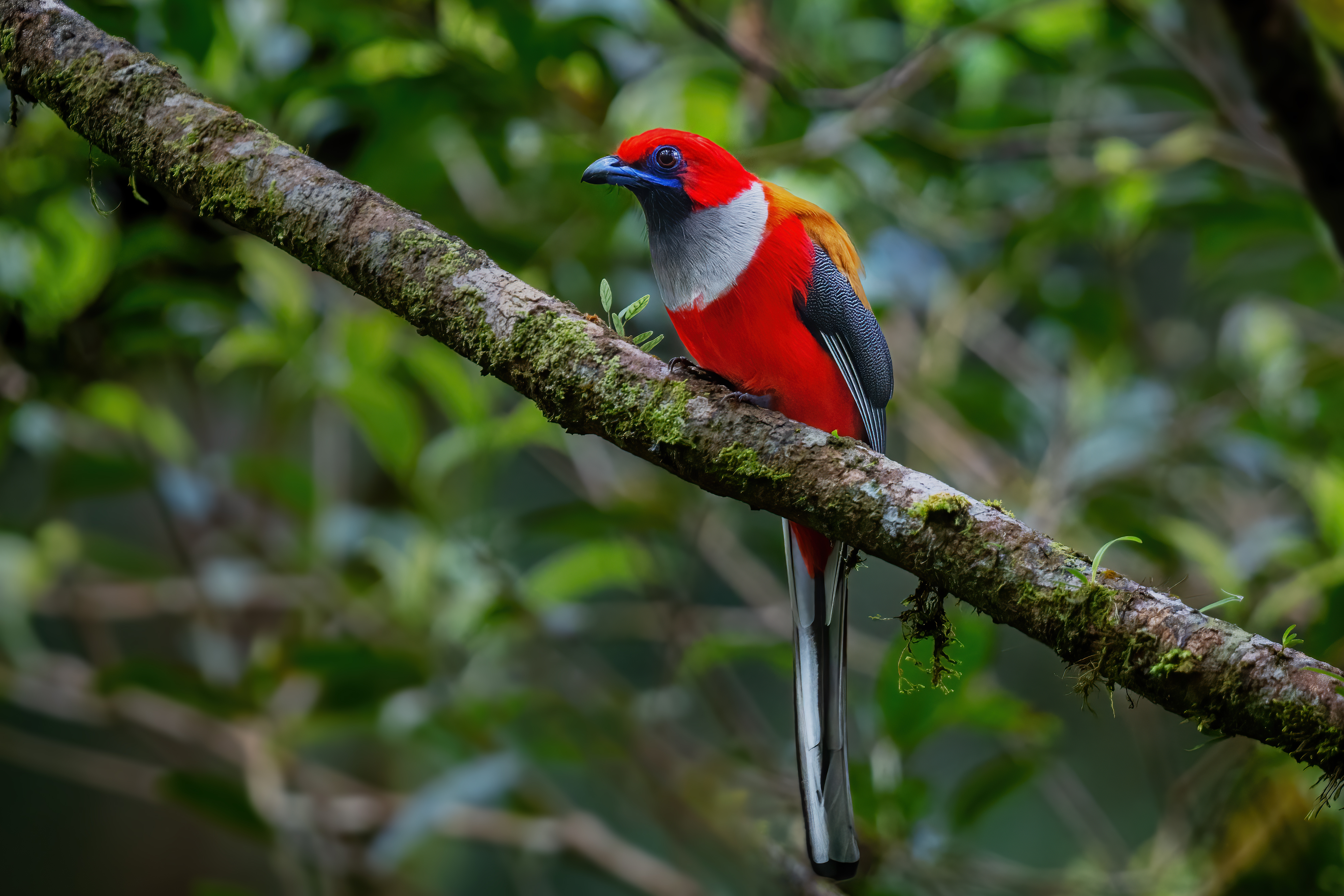
Graubrusttrogon (Harpactes whiteheadi)

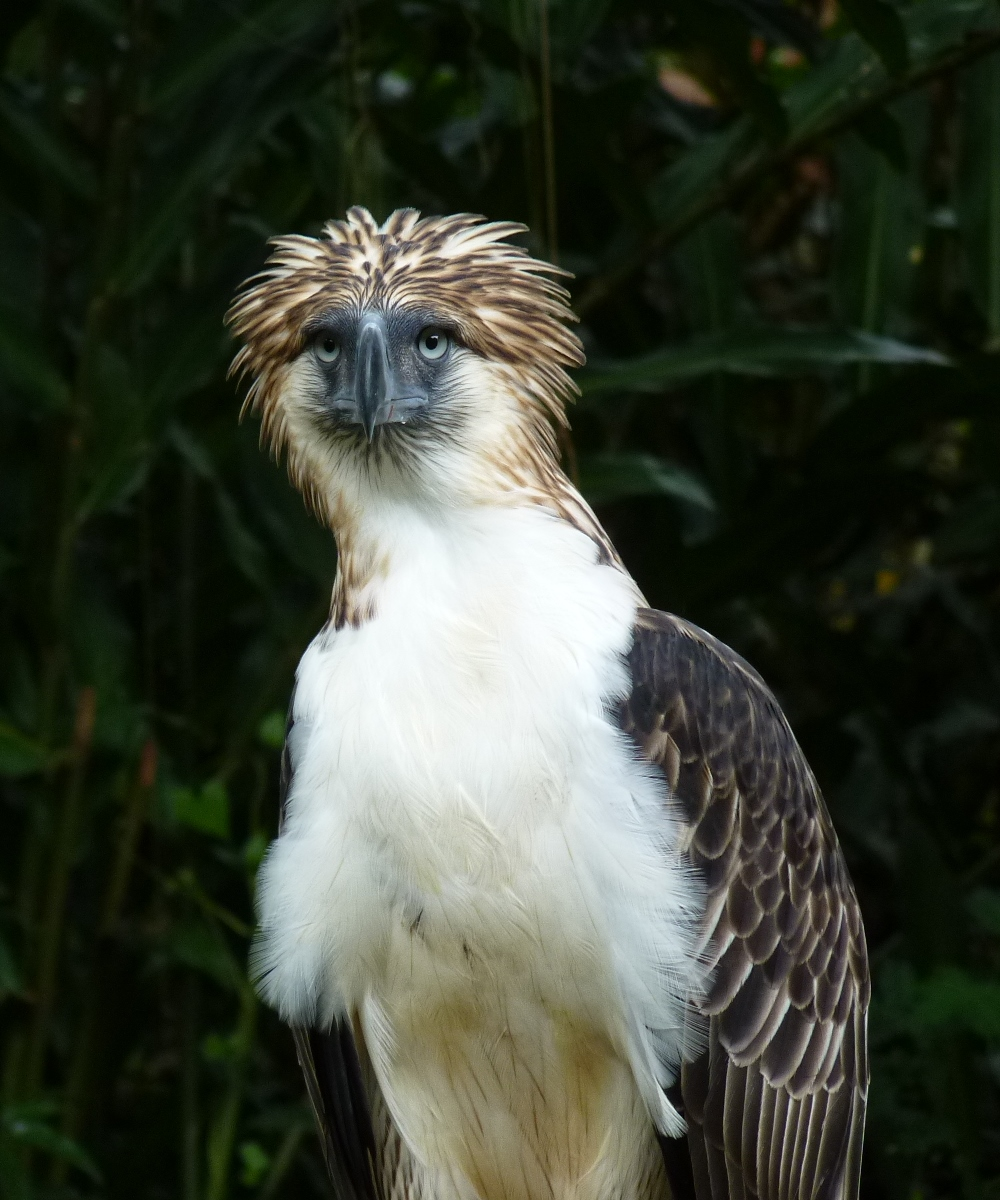
Affenadler (Pithecophaga jefferyi)

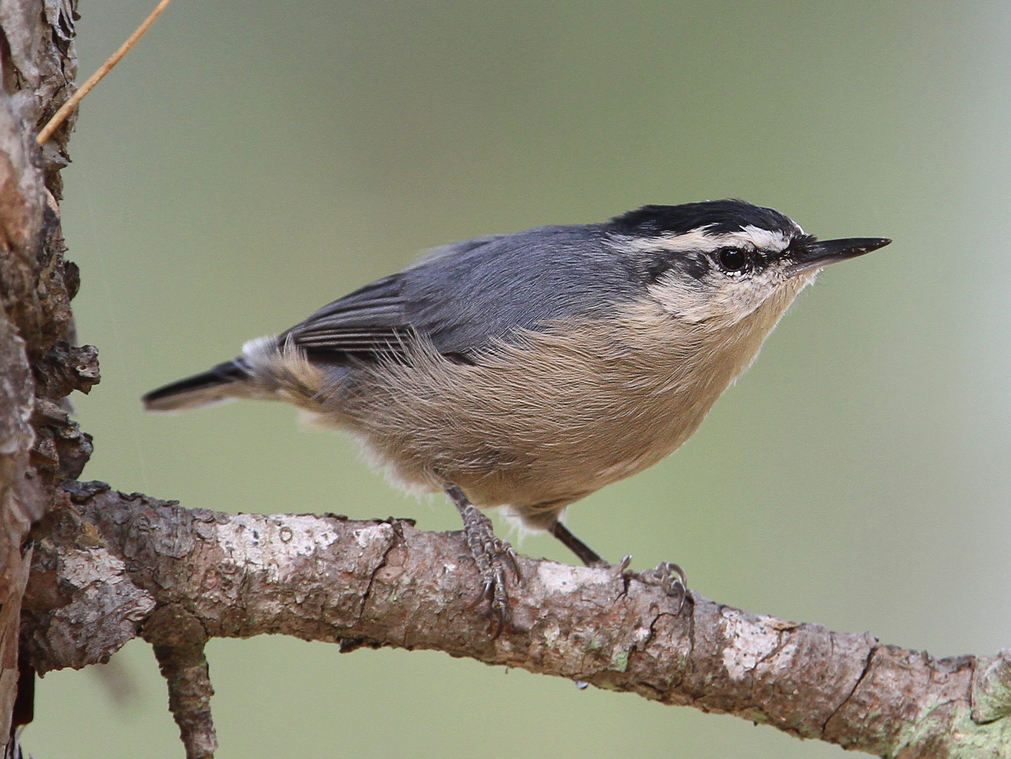
Korsenkleiber (Sitta whiteheadi)

  - Aerodramus whiteheadi (Ogilvie-Grant, 1895) (Apodiformes: Apodidae), die Philippinensalangane;[12]
  - Calyptomena whiteheadi Sharpe, 1887 (Passerifomes: Calyptomenidae), der Schwarzkehl-Breitrachen von Borneo;[13]
  - Chlamydochaera jefferyi Sharpe, 1887 (Passeriformes: Turdidae), die Fruchtpickerdrossel von Borneo;[13]
  - Cissa jefferyi Sharpe, 1888 (Passeriformes: Corvidae), die Kinabaluelster von Nordborneo;[14]
  - Harpactes whiteheadi Sharpe, 1888 (Trogoniformes: Trogonidae), der Graubrusttrogon von Nordborneo;[14]
  - Pithecophaga jefferyi Ogilvie-Grant, 1896 (Accipitriformes: Accipitridae), der Philippinenadler;[5]
  - Sitta whiteheadi Sharpe, 1884 (Passeriformes: Sittidae), der Korsenkleiber;[1][2]
  - Urocissa whiteheadi Ogilvie-Grant, 1899 (Passeriformes: Corvidae), der Graubauchkitta von Hainan;[15]
  - Urosphena whiteheadi (Sharpe, 1888) (Passeriformes: Cettidae), der Borneostutzschwanz;[16]
  - Zosterornis whiteheadi Ogilvie-Grant, 1894 (Passeriformes: Zosteropidae), der Rostgesicht-Streifenbrillenvogel von Luzon;[17]

- Amphibien
  - Meristogenys whiteheadi (Boulenger, 1887) (Anura; Ranidae), ein Frosch aus Nord-Borneo;[18]

- Fische
  - Coreoperca whiteheadi Boulenger, 1900 (Centrarchiformes: Sinipercidae), ein Sonnenbarschartiger aus Südostasien;[19]
  - Protomyzon whiteheadi (Vaillant, 1894) (Cypriniformes: Gastromyzontidae), ein Flossensauger von Nordborneo;[20]

- Insekten
  - Acorynus whiteheadi Jordan, 1898 (Coleoptera: Anthribidae), ein Breitrüssler von der Insel Samar, Philippinen;[21]
  - Aethalida whiteheadi (Rothschild, 1910) (Lepidoptera: Erebidae), ein Bärenspinner von Luzon;[22]
  - Amegilla whiteheadi (Cockerell, 1910) (Hymenoptera: Apidae), eine Echte Biene von Luzon;[23]
  - Anomala whiteheadi Arrow, 1910 (Coleoptera: Rutilidae), ein Blatthornkäfer vom Kinabalu, Nordborneo;[24]
  - Cynitia whiteheadi (Crowley, 1900) (Lepidoptera: Nymphalidae), ein Edelfalter von Hainan;[25]
  - Euthalia whiteheadi Grose-Smith, 1889 (Lepidoptera: Nymphalidae), ein Edelfalter vom Kinabalu, Nord-Borneo;[26]
  - Ingrisma whiteheadi Waterhouse, 1900 (Coleoptera: Scarabaeidae), ein Rosenkäfer von Hainan;[27]
  - Mecotropis whiteheadi Jordan, 1898 (Coleoptera: Anthribidae), ein Breitrüssler von der Insel Samar, Philippinen;[21]
  - Menosca whiteheadi (Distant, 1909) (Hemiptera: Lophopidae), eine Spitzkopfzikade von den Philippinen;[28]
  - Pachyparnus whiteheadi (Waterhouse, 1900) (Coleoptera: Dryopidae), ein Hakenkäfer von Hainan;[27]
  - Metapocyrtus whiteheadi Schultze, 1925 (Coleoptera: Curculionidae), ein Rüsselkäfer von den Philippinen;[29]
  - Neeressa whiteheadi Rothschild, 1910 (Lepidoptera: Erebidae), ein Bärenspinner von Luzon;[22]
  - Ommatolampus whiteheadi K.M. Heller, 1897 (Coleoptera: Dryophtoridae), ein Rüsselkäfer von Luzon;[30]
  - Phaonia whiteheadi Malloch, 1928 (Diptera: Muscidae), eine Echte Fliege von Negros, Philippinen;[31]
  - Priopus whiteheadi Platia & Schimmel, 1996 (Coleoptera: Elateridae), ein Schnellkäfer von Luzon;[32]
  - Pyrops whiteheadi (Distant, 1889) (Hemiptera: Fulgoridae), eine Spitzkopfzikade aus Nord-Borneo;[33]
  - Spilarctia whiteheadi (Rothschild, 1910) (Lepidoptera: Erebidae), ein Bärenspinner von Luzon;[22]
  - Taeniodera whiteheadi Waterhouse, 1900 (Coleoptera: Scarabaeidae), von Hainan;[27]

- Krebstiere
  - Neotiwaripotamon whiteheadi (Parisi, 1916) (Decapoda: Potamidae), eine Süßwasserkrabbe von Hainan;[34]

- Tausendfüßer
  - Castanotherium whiteheadi Pocock, 1895 (Sphaerotheriida: Zephroniidae), ein Riesenkugler vom Kinabalu, Nordborneo;[35]
  - Ilodesmus whiteheadi Pocock, 1897 (Polydesmida: Platyrhacidae), ein Tausendfüßer von Luzon;[36]

- Mollusken
  - Geotrochus whiteheadi (E. A. Smith, 1895) (Stylommatophora: Geotrochidae), eine Landlungenschnecke von Nord-Borneo;[37]
  - Kalamantania whiteheadi (Godwin-Austen, 1891) (Stylommatophora: Dyakiidae), eine Landschnecke vom Kinabalu, Nord-Borneo;[38]
  - Leptopoma whiteheadi E. A. Smith, 1887 (Architaenioglossa: Cyclophoridae), eine Landschnecke von Nord-Borneo;[39]

## Veröffentlichungen
- John Whitehead: Exploration of Mount Kina Balu, North Borneo. Gurney and Jackson, London 1893 (317 S., Digitalisat).;

- John Whitehead: Field‐notes on Birds collected in the Philippine Islands in 1893–6. In: Ibis. Band 41, Nr. 1, 1899, S. 81–111 (Digitalisat).;
- John Whitehead: Field‐notes on Birds collected in the Philippine Islands in 1893–6 - Part II. In: Ibis. Band 41, Nr. 2, 1899, S. 210–246 (Digitalisat).;
- John Whitehead: Field‐notes on Birds collected in the Philippine Islands in 1893–6 - Part III. In: Ibis. Band 41, Nr. 3, 1899, S. 381–399 (Digitalisat).;
- John Whitehead: Field‐notes on Birds collected in the Philippine Islands in 1893–6 - Part IV. In: Ibis. Band 41, Nr. 4, 1899, S. 485–501 (Digitalisat).;

- Richard Bowdler Sharpe und John Whitehead: On the Birds of the Philippine Islands. - Part I. Mount Arajat, Central Luzon. In: Ibis. Band 36, Nr. 3, 1894, S. 406–411, doi:10.1111/j.1474-919X.1894.tb07762.x.
- Richard Bowdler Sharpe und John Whitehead: On the Birds of the Philippine Islands. - Part II. The Highlands of North Luzon, 5000 feet. In: Ibis. Band 36, Nr. 4, 1894, S. 501–522, doi:10.1111/j.1474-919X.1894.tb07762.x.
- Richard Bowdler Sharpe und John Whitehead: On the Birds of the Philippine Islands. - Part III. The Mountains of the Province of Isabella, in the extreme North‐east of Luzon. In: Ibis. Band 7, Nr. 1, 1895, S. 106–117 (Digitalisat).
- Richard Bowdler Sharpe und John Whitehead: On the Birds of the Philippine Islands. - Part IV. The Province of Albay, South‐east Luzon, and the adjacent Island of Catanduanes. In: Ibis. Band 37, Nr. 2, 1895, S. 249–267 (Digitalisat).
- Richard Bowdler Sharpe und John Whitehead: On the Birds of the Philippine Islands. - Part V. The Highlands of the Province of Lepanto, North Luzon. In: Ibis. Band 37, Nr. 4, 1895, S. 433–472 (Digitalisat).
- Richard Bowdler Sharpe und John Whitehead: On the Birds of the Philippine Islands. - Part VI. The Vicinity of Cape Ertgafio, N.E. Luzon, Manila Bay, and Fuga Island, Babuyan Group. In: Ibis. Band 38, Nr. 1, 189, S. 101–128 (Digitalisat).
- Richard Bowdler Sharpe und John Whitehead: On the Birds of the Philippine Islands. - Part VII. The Highlands of Mindoro. In: Ibis. Band 38, Nr. 4, 1896, S. 457–477 (Digitalisat).
- Richard Bowdler Sharpe und John Whitehead: On the Birds of the Philippine Islands. - Part VIII. The Highlands of Negros. In: Ibis. Band 38, Nr. 4, 1896, S. 525–565 (Digitalisat).
- Richard Bowdler Sharpe und John Whitehead: On the Birds of the Philippine Islands. - Part IX. The Islands of Samar and Leite. In: Ibis. Band 39, Nr. 2, 1897, S. 209–250 (Digitalisat).